# Deryk Osthus
Deryk Simeon Osthus (né en 1974) est un mathématicien britannique. Il s'intéresse particulièrement à la théorie des graphes extrêmes et probabiliste.

## Biographie
Osthus a obtenu son baccalauréat universitaire en 1996 et son Certificate of Advanced Studies in Mathematics  (certificat d'études avancées en mathématiques ; examens Tripos) en 1997 à l'université de Cambridge ; il obtenu son doctorat en 2000 à l'université Humboldt de Berlin sous la direction de  Hans Jürgen Prömel (On the evolution of random discrete structures) ; il y reste jusqu'en 2004 en tant que chercheur postdoctoral, avec une habilitation universitaire  2004. En 2004, il devient lecturer et en 2012 professeur de théorie des graphes à l'université de Birmingham.

## Recherche
En 2011, Osthus démontre, avec Daniela Kühn et Richard Mycroft, la conjecture de Sumner sur les graphes de tournoi (selon laquelle tout graphe de tournoi de 2n-2 nœuds contient tout polyarbre à n nœuds) pour tous n assez grands.

## Prix et distinctions
En 2003, Osthus reçoit le prix européen de combinatoire avec Daniela Kühn et Alain Plagne pour de nombreux résultats dans le domaine central de la théorie des graphes qui traite des mineurs de graphes et des structures aléatoires, notamment en lien avec la conjecture de Hadwiger. En 2014, Kühn et Osthus reçoivent le prix Whitehead. En 2021, Béla Csaba, Daniela Kühn, Allan Lo, Deryk Osthus et Andrew Treglown reçoivent le prix Fulkerson de l'American Mathematical Society pour leur article : Proof of the 1-factorization and Hamilton decomposition conjectures.
En 2014, Osthus et Daniela Kühn sont conférenciers invités au Congrès international des mathématiciens à Séoul (titre de leur conférence conjointe : Hamilton cycles in graphs and hypergraphs: an extremal perspective).

## Publications
- Daniela Kühn, Richard Mycroft et Deryk Osthus, « An approximate version of Sumner's universal tournament conjecture », Journal of Combinatorial Theory série B, vol. 101, no 6,‎ 2011a, p. 415–447 (DOI 10.1016/j.jctb.2010.12.006, MR 2832810, zbMATH 1234.05115, arXiv 1010.4429).
- Daniela Kühn, Richard Mycroft et Deryk Osthus, « A proof of Sumner's universal tournament conjecture for large tournaments », Proceedings of the London Mathematical Society  3e série, vol. 102, no 4,‎ 2011, p. 731–766 (DOI 10.1112/plms/pdq035, MR 2793448, zbMATH 1218.05034, arXiv 1010.4430).
- Béla Csaba, Daniela Kühn, Allan Lo, Deryk Osthus et Andrew Treglown, Proof of the 1-factorization and Hamilton decomposition conjectures, Am. Math. Soc., coll. « Mem. Am. Math. Soc. » (no 1154), 2016, vi + 164 (zbMATH 1367.05165).